# Myssjö
För andra betydelser, se Myssjö (olika betydelser).
Myssjö är kyrkbyn i Myssjö socken i Bergs kommun i Jämtland.
Orten ligger på Matnäset i södra Storsjön.
Här ligger Myssjö kyrka.